# 凡丹戈

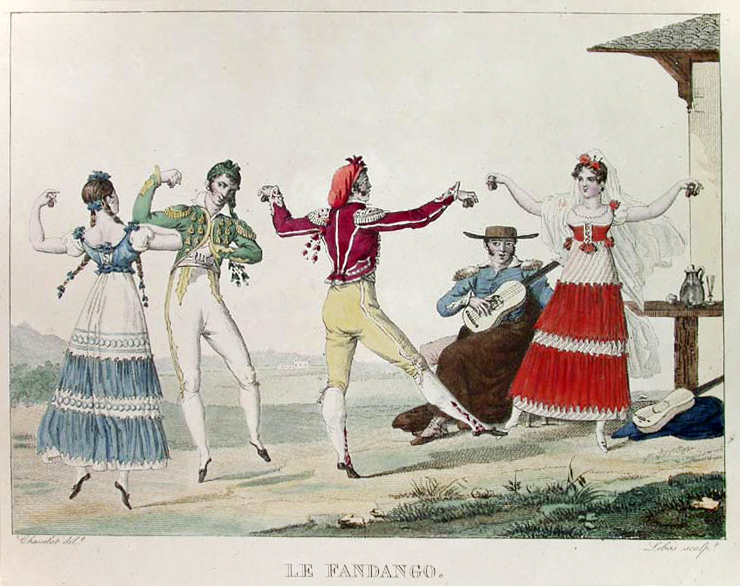
凡丹戈舞蹈

凡丹戈（西班牙語：Fandango）是一种西班牙舞曲，屬於弗拉明戈舞的一种方式。曲調快速，為3/4或3/8拍子，一般用吉他和响板伴奏，有时可以加入人声歌唱。18世纪时通过西班牙宫廷开始在欧洲流行。
格鲁克的舞剧《唐胡安》、莫扎特的歌剧《费加罗》和里姆斯基-科萨科夫的《西班牙随想曲》中都有凡丹戈舞曲。